# Maxiprocesso di Messina
(Un investigatore durante i giorni del maxiprocesso)
Maxiprocesso di Messina fu la denominazione data, a livello giornalistico, a un processo penale celebrato a Messina nel 1986 per reati di associazione a delinquere di stampo mafioso, traffico di stupefacenti, estorsione e omicidio.
Il processo - che si svolse contemporaneamente al più celebre Maxiprocesso di Palermo - si celebrò nell'aula bunker del carcere di Gazzi di Messina, appositamente costruita per contenere 283 imputati, appartenenti a quattro cosche mafiose operanti a Messina e Barcellona Pozzo di Gotto. Il 3 aprile 1987 la sentenza di primo grado (emessa qualche mese prima di quella del Maxiprocesso di Palermo) sancì soltanto 65 condanne a fronte di 180 assoluzioni per insufficienza di prove.

## Contesto ambientale
Negli anni '80 nella provincia di Messina si registrava la presenza della "Camorra peloritana", nome giornalistico per definire un agglomerato di cosche che avevano sviluppato contatti con le maggiori famiglie mafiose catanesi e palermitane (così come si può leggere nelle dichiarazioni di diversi mafiosi, tra cui il catanese Antonino Calderone anche se Tommaso Buscetta affermava che Messina era una provincia babba, cioè immune dal fenomeno mafioso) ma si erano organizzate sul modello orizzontale della 'Ndrangheta e avevano mutuato riti e simboli della Nuova Camorra Organizzata di Raffaele Cutolo, altre organizzazioni con cui erano in contatto per affari di droga. Infatti nel 1985 a Messina si erano registrati fatti preoccupanti per l'ordine pubblico, come l'attentato dinamitardo all'abitazione del giudice Francesco Providenti e la bomba esplosa alla redazione della Gazzetta del Sud.

## La fase istruttoria

### Ilblitzdi San Luigi
Alla base del processo vi furono le dichiarazioni del pentito Giuseppe Insolito ai sostituti procuratori Francesco Providenti, Rocco Sisci, Italo Materia e Pietro Vaccara, che portarono al blitz della notte di San Luigi (22 giugno 1985), quando centinaia di uomini delle forze dell'ordine irruppero in 190 ville e baracche di Messina eseguendo 290 ordini di cattura per associazione a delinquere di stampo mafioso, traffico di stupefacenti, estorsioni e omicidi: 106 boss e gregari vennero arrestati durante il blitz, 144 ordini di cattura vennero notificati in carcere e 40 destinatari di ordini di cattura si diedero alla latitanza, tra di essi il boss catanese Benedetto Santapaola, che lo era già da alcuni anni.

### Gli imputati
Gli arrestati durante il blitz di San Luigi facevano parte di quattro clan operanti nella città di Messina e in provincia, che si erano organizzati sul modello della Nuova Camorra Organizzata e della 'Ndrangheta calabrese: il primo era quello con a capo Gaetano Costa (detto "facci i sola"), ritenuto tra i primi ad aver stretto legami con la 'ndrangheta sin dalla fine degli anni '70, che aveva il proprio centro operativo nel quartiere di Giostra e che era di fatto considerato il vertice della criminalità messinese (almeno nel capoluogo); il secondo era quello che faceva capo a Placido Cariolo, legato soprattutto al quartiere Camaro; il terzo clan cittadino era, invece, quella di Lorenzino Ingemi che raccoglieva gente prevalentemente del quartiere Minissale; l'ultimo clan era quello di Carmelo Milone e veniva, a differenza degli altri, dalla provincia, dal paese di Barcellona Pozzo di Gotto.

## Svolgimento

### Le difficoltà iniziali
Il processo iniziò il 14 aprile 1986 nell'aula bunker del carcere di Gazzi, appositamente costruita per ospitare i numerosi imputati e avvocati. A rappresentare l'accusa al maxiprocesso furono i PM Francesco Providenti e Italo Materia, che avevano istruito l'inchiesta. Si riscontrano subito molte difficoltà, e il processo procede molto a rilento. Gli imputati, da dietro le sbarre, lanciano fischi e in aula è tutto un susseguirsi di urla e strepiti. Si arriva al punto in cui un imputato urla di essere la reincarnazione di un Papa. Ma non è unicamente l'azione di coloro che stanno sul banco degli accusati a far rallentare il corso della giustizia. Il clima è infatti rovente, vi sono contestazioni degli avvocati, ritrattazioni dei pentiti, arrivano addirittura accuse, da parte dei testimoni, dirette ai difensori.
Degli avvocati presenti in aula, ben 78 vengono denunciati per abbandono di difesa. Il presidente del tribunale Domenico Cucchiara (che anni dopo finirà coinvolto dalle dichiarazioni di alcuni pentiti) avanza, ad un certo punto, l'iniziativa di astenersi, ma questa viene bocciata dagli organi superiori. La situazione appare talmente impantanata e lontana dal risolversi che la Camera penale di Messina prende in considerazione l'eventualità di intraprendere iniziative che blocchino definitivamente il dibattimento.

### L'omicidio D'Uva
Nino D'Uva era uno degli avvocati penalisti più in vista di Messina. Ben 13 imputati al Maxiprocesso lo avevano scelto come avvocato difensore. Il 6 maggio 1986 al terzo piano di Palazzo D'Alcontres, in via San Giacomo, viene ucciso da un killer che, anni dopo, una serie di pentiti dichiareranno essere Placido Calogero, un ragazzo di 19 anni. Il mandante era il padrino Gaetano Costa, il quale riteneva "troppo blanda" la linea difensiva di D'Uva e degli avvocati difensori in generale. Il killer agì in seguito ad un atto eclatante compiuto dallo stesso Costa. Egli infatti lanciò, in aula, durante il processo, una scarpa contro D'Uva. 
L'omicidio ebbe dunque, secondo molti, lo scopo di lanciare un messaggio a coloro che stavano partecipando al procedimento penale. Lo stesso pm Italo Materia dichiarerà in seguito: "il delitto D'Uva fu compiuto per influire sul maxiprocesso".

### Gli omicidi durante il processo
Gli omicidi tuttavia non si fermarono a quello dell'avvocato. Nel giro di poco tempo una serie di agguati vennero compiuti in diverse zone della città contro quegli imputati che erano stati rilasciati per decorrenza dei termini di custodia, accompagnati da spedizioni punitive contro i testimoni di giustizia e le loro famiglie. 
Subito dopo il blitz della notte di San Luigi, le cosche cercarono di vendicarsi di Insolito,  principale pentito e testimone al processo, tentando di uccidere prima la madre, e poi il padre. In seguito verranno uccisi quattro imputati, un altro si toglierà la vita, e altre due vittime innocenti moriranno per essersi trovate al fianco di altrettante vittime predestinate. 
I primi due, l'ex poliziotto Corrado Parisi e Gregorio Fenghi, vengono freddati in pieno centro l'8 agosto 1986 e per l'omicidio vengono arrestati i pregiudicati Mario Marchese e Placido Cambria, che risultano tra gli imputati del maxiprocesso in corso. L'8 settembre viene ucciso Natale Morgana sul viale Giostra. Un mese dopo, l'8 ottobre, uno degli imputati del maxiprocesso, Pietro Bonsignore, viene fatto fuori da un commando che fa irruzione nella sala d'aspetto dell'ospedale di Ganzirri, dove è ricoverato e resta uccisa anche Nunzia Spina che casualmente si trovava accanto a Bonsignore in quel momento. Quasi contemporaneamente, nel quartiere Gazzi, viene ucciso Giovanni Bilardo, il quale due settimane prima era stato incriminato per traffico di stupefacenti. Non è certo però che i due omicidi fossero collegati. Il 12 ottobre un altro imputato, Pasquale Paratore, si toglie la vita. L'ultimo a morire è Gianfranco Galeani che viene ucciso sui gradini di una chiesa nel quartiere Bordonaro.

### Conclusione
Il maxiprocesso si concluse in primo grado il 3 aprile del 1987. Dopo quindici giorni di camera di consiglio dei 245 imputati rimasti 65 vennero condannati, ben 163 vennero assolti per non aver commesso il fatto, altri 17 per insufficienza di prove. Gli anni di carcere inflitti furono in totale 394, a fronte dei 1020 che erano stati chiesti dall'accusa: il boss Gaetano Costa venne condannato a tredici anni di reclusione, Placido Cariolo e Carmelo Milone a sei anni mentre Lorenzo Ingemi e Luigi Sparacio (braccio destro di Costa) vennero assolti; il reato di associazione a delinquere di stampo mafioso (art. 416-bis del codice penale) venne riconosciuto soltanto per ventisette imputati ritenuti affiliati al clan Costa mentre le altre tre cosche non furono riconosciute come mafia. Il pm Providenti dichiarò alla stampa subito dopo la sentenza: “Questa sentenza non corrisponde alla realtà criminale della città. È allarmante, è molto allarmante che abbiano assolto quasi tutti dall'accusa di traffico di stupefacenti, proprio nel momento in cui Messina è invasa dalla droga". Il presidente Giuseppe Cucchiara, che aveva emesso la sentenza, accusò Providenti e gli altri magistrati che avevano istruito il processo di protagonismo e faziosità: "Hanno fatto cose gravissime. Queste cose in magistratura non dovrebbero proprio accadere. I processi si fanno per la giustizia e non certo per le campagne elettorali."; mentre il giudice messinese Giuseppe Recupero (in seguito arrestato per rapporti con la mafia) affermò in un'intervista: "Il maxi non era necessario e qui a Messina esiste sì un'organizzazione criminale, ma non è mafiosa. Il messinese non ha la stoffa, né il carattere, né la personalità del mafioso".

## Processo d'appello
Il processo d'appello si concluse il 24 aprile 1990, quando la Corte d'assise d'appello di Messina condannò 66 imputati, ne assolse 147 mentre contro nove non si poté emettere il verdetto perché uccisi tra la fine del primo grado e il procedimento d'appello: le pene inflitte ammontavano a 217 anni contro i 425 inflitti in primo grado, anche perché in questo giudizio per nessuna delle cosche imputate venne riconosciuta l'associazione mafiosa ma soltanto l'associazione per delinquere semplice (a differenza del primo grado in cui era stata riconosciuta soltanto per il clan Costa). Ad esempio, la pena più alta restò quella nei confronti di Gaetano Costa, che ebbe nove anni di reclusione contro i tredici ricevuti in primo grado.

## Eventi successivi

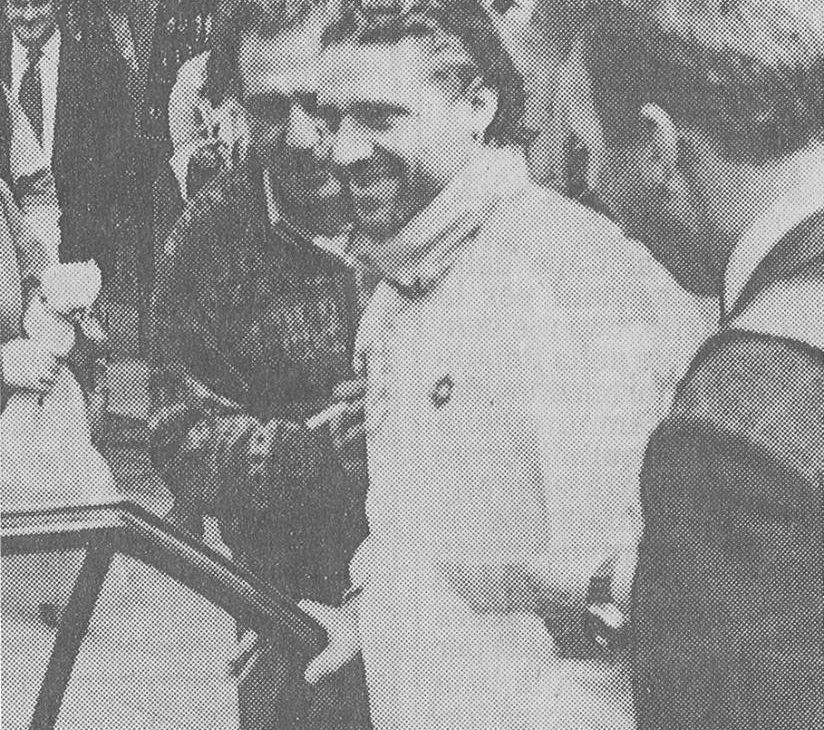
Il boss messinese Sebastiano "Iano" Ferrara durante il suo arresto nel 1994.

Alla fine degli anni '80, all'interno del clan Costa, sottoposto all'enorme pressione giudiziaria dovuta al Maxiprocesso, si formarono dei sottogruppi in conflitto tra loro che decisero di spartirsi la città: al villaggio CEP il clan di Sebastiano "Iano" Ferrara, a Bordonaro i clan Leo-Mancuso, nel centro città la cosca Sparacio e al rione Giostra i clan Marchese e Galli. Nei primi anni '90, il clan barcellonese di Carmelo Milone venne decimato nel corso della violenta faida contro il boss Giuseppe Chiofalo (detto Pino, che diverrà collaboratore di giustizia) e i suoi alleati, legati alla 'ndrangheta e al clan catanese dei Cursoti: lo stesso Milone venne arrestato e sostituito da Giuseppe Gullotti, molto vicino a Nitto Santapaola e poi condannato all'ergastolo per l'omicidio del giornalista Beppe Alfano.
A partire dal 1993, si registrò la collaborazione con la giustizia di ex imputati "eccellenti" del Maxiprocesso di Messina che ormai controllavano i principali clan cittadini (ad esempio, Gaetano Costa, Luigi Sparacio, Mario Marchese e Sebastiano "Iano" Ferrara), i quali contribuirono con le loro dichiarazioni a sgominare le cosche messinesi. In particolare, Gaetano Costa divenne uno dei testi d'accusa nel processo nei confronti di Giulio Andreotti, mentre nel 2000 Luigi Sparacio venne arrestato insieme a due giudici e altri due pentiti (compreso Pino Chiofalo) perché, approfittando del suo status di collaboratore di giustizia, ottenne un trattamento di favore, che gli consentì di tornare a delinquere organizzando estorsioni contro i commercianti ed addirittura il ferimento di un avvocato. Sebastiano Ferrara ha finito di scontare la sua pena in località protetta nel 2022 e nel corso degli anni ha lanciato diversi appelli anche attraverso YouTube rivolti ai giovani di non farsi coinvolgere nel mondo della criminalità e della droga.